# Széles a Balaton vize
A Széles a Balaton vize egy széles körben ismert magyar népdal. Katonadalként is előfordul. Nem lehet kideríteni, melyik forrás a régebbi. Molnár Antal gyűjtötte 1912-ben Ipolybalogon.
Feldolgozás:
| Szerző        | Mire                         | Mű                               |
| ------------- | ---------------------------- | -------------------------------- |
| Ludvig József | ének, zongora, gitárakkordok | A csitári hegyek alatt, 3. oldal |

## Kotta és dallam
Széles a Balaton vize, keskeny a híd rajta.

Ne menj arra, kisangyalom, mert leesel róla.

Nem esem, nem esem én a Balaton vizébe,

inkább esem, kisangyalom, véled szerelembe.

## Felvételek
- Széles a Balaton vize. A Magyar Rádió és Televízió Gyermekkara Csányi László vezényletével  YouTube (1970. május 12.)  (Hozzáférés: 2016. május 1.) (audió)
- Széles a Balaton vize. Dévai Nagy Kamilla  YouTube (1995. szeptember 3.)  (Hozzáférés: 2016. május 1.) (audió)
- Széles a Balaton vize. cimbalom.nl (Hozzáférés: 2016. május 1.) (audió) arch
- Széles a balaton vize. Madarász Katalin  YouTube (1965)  (Hozzáférés: 2016. május 1.) (audió)
- Non-stop Mulatós Party 12.: Széles a Balaton vize. Pikolós Pisti  YouTube (2015. december 31.)  (Hozzáférés: 2016. május 1.) (audió)